# Норильська залізниця
Норильська залізниця — найпівнічніша залізниця СРСР та найпівнічніша залізниця Росії до 2010 року (рік відкриття залізниці Обська — Бованенково — Карська). Ширина колії — 1520 мм. Розташована у Красноярському краї, Норильський промисловий район. Належить підприємству Норильський нікель.

## Історія
- 1935 рік — урядом СРСР було ухвалило рішення про будівництво Норильського металургійного комбінату.
- Червень 1936 року — початок будівництва вузькоколійної лінії (1000 мм) від селища Норильськ до порту Дудинка на Єнісеї завдовжки 114 км
- 17 травня 1937 року — офіційне відкриття залізниці
- 22 листопада 1952 року — офіційне відкриття перешитої залізниці на 1520 мм
- 1957 рік — початок експлуатації електросекції Ср
- 1985 рік — електросекції Ср були остаточно замінено електропоїздами ЕР1 і ЕР2
- 1998 рік — пасажирські перевезення на Норильській залізниці були остаточно припинені
- 1999 рік — на всіх електрифікованих ділянках було демонтовано контактний провід, частково прибрані опори

## Ресурси Інтернету
- Norilsk railway[недоступне посилання] on Sergey Bolashenko's railway site (Russian)
- Trip to the Norilsk railway and photos[недоступне посилання] (Russian)